# Scrophularia volkii
Scrophularia volkii är en flenörtsväxtart som beskrevs av K. H. Rechinger. Scrophularia volkii ingår i släktet flenörter, och familjen flenörtsväxter. Inga underarter finns listade i Catalogue of Life.